# بخش مکانیک (شهرستان هولمز، اوهایو)
بخش مکانیک (به انگلیسی: Mechanic Township) یک منطقهٔ مسکونی در ایالات متحده آمریکا است که در شهرستان هولمز، اوهایو واقع شده‌است.
 بخش مکانیک ۸۸٫۲۵ کیلومتر مربع مساحت و ۳٬۱۲۷ نفر جمعیت دارد و ۳۱۶ متر بالاتر از سطح دریا واقع شده‌است.